# Ribelli (programma televisivo)
Ribelli è un programma televisivo  italiano, di genere documentaristico, in onda dal 2022, condotto attualmente da Federica De Denaro, che racconta le personalità ribelli e uniche di uomini e donne che in vari campi hanno rotto gli schemi precostituiti. Il programma è in onda il sabato alle 15:00 a partire dal 10 settembre 2022, con quattro puntate per ogni stagione. Si tratta di uno scandire continuo di repertorio d'archivio, riprese originali che, man mano,  ridisegnano in modo incisivo ed emotivo i tratti ribelli delle diverse storie.

## Descrizione
La regia del programma è affidata all'ideatrice ed autrice Carlotta Bernabei, mentre la conduzione ad Emma D'Aquino, per la prima edizione, ed in seguito a Federica De Denaro.

### Puntate

#### Stagione 2022
| N. | Ribelle | Ribelle               | Ospite          | Ospite                                             | Messa in onda     |
| -- | ------- | --------------------- | --------------- | -------------------------------------------------- | ----------------- |
| 1  |         | Papa Giovanni Paolo I | Davide Fiocco   | Direttore del Centro Papa Luciani - Santa Giustina | 10 settembre 2022 |
| 2  |         | Tommaso Buscetta      | Giuseppe Ayala  | Sostituto procuratore di Palermo 1981-1990         | 17 settembre 2022 |
| 3  |         | Oriana Fallaci        | Edoardo Perazzi | Nipote di Oriana Fallaci                           | 24 settembre 2022 |
| 4  |         | Pietro Mennea         | Manuela Mennea  | Moglie di Pietro Mennea                            | 1º ottobre 2022   |

#### Stagione 2023
| N. | Ribelle | Ribelle          | Ospite             | Ospite                     | Messa in onda     |
| -- | ------- | ---------------- | ------------------ | -------------------------- | ----------------- |
| 1  | -       | Angela Casella   | Cesare Casella     | Figlio di Angela Casella   | 9 settembre 2023  |
| 2  |         | Domenico Modugno | Cosimo Modugno     | Nipote di Domenico Modugno | 16 settembre 2023 |
| 3  |         | Padre Pio        | Stefano Campanella | Biografo di Padre Pio      | 23 settembre 2023 |
| 4  |         | Marco Pantani    | Davide De Zan      | Giornalista Sportivo       | 30 settembre 2023 |